# 하비스트 레코드
하비스트 레코드(Harvest Records)는 캐피틀 뮤직 그룹에 속하는 영국의 음반 레이블로, EMI가 원래 만든 음반으로 1969년부터 현재까지 활동하고 있다.